# 権現堂古墳
権現堂古墳（ごんげんどうこふん）は、奈良県御所市樋野（ひの）にある古墳。形状は円墳。奈良県指定史跡に指定されている。

## 概要
奈良盆地南西縁、巨勢谷入り口付近の丘陵尾根の突端部に築造された古墳である。現在は天安川神社境内に所在する。現在までに墳丘の大部分は削平されているほか、1988年（昭和63年）に実測調査が実施されている。
墳形は円形で、直径約30メートルを測るが（かつては直径15メートル程度と見積もられた）、前方後円墳の可能性も指摘される。埋葬施設は片袖式の横穴式石室である。本来は南南東方向に開口したが、羨道部が埋没し玄室奥壁が破壊されているため、現在は玄室奥壁側（北側）が開口する。石室内には刳抜式家形石棺2基・箱式石棺1基の計3基が据えられる。特に中央棺は二上山産凝灰岩製の刳抜式家形石棺で、棺身南側に石枕を造り出す特異な石棺として注目される。副葬品として、石室保存工事の際に鉄鏃・挂甲小札・馬具・須恵器が出土している。
築造時期は、古墳時代後期の6世紀前半頃（MT15・TK10型式期）と推定される。巨勢谷では古い段階の古墳であり、古代氏族の巨勢氏の首長墓に相当するとして重要視される古墳になる。
古墳域は1978年（昭和53年）に奈良県指定史跡に指定されている。

## 遺跡歴
- 1978年（昭和53年）3月28日、奈良県指定史跡に指定。
- 1988年（昭和63年）、実測調査（河上邦彦ら）[1]。

## 埋葬施設

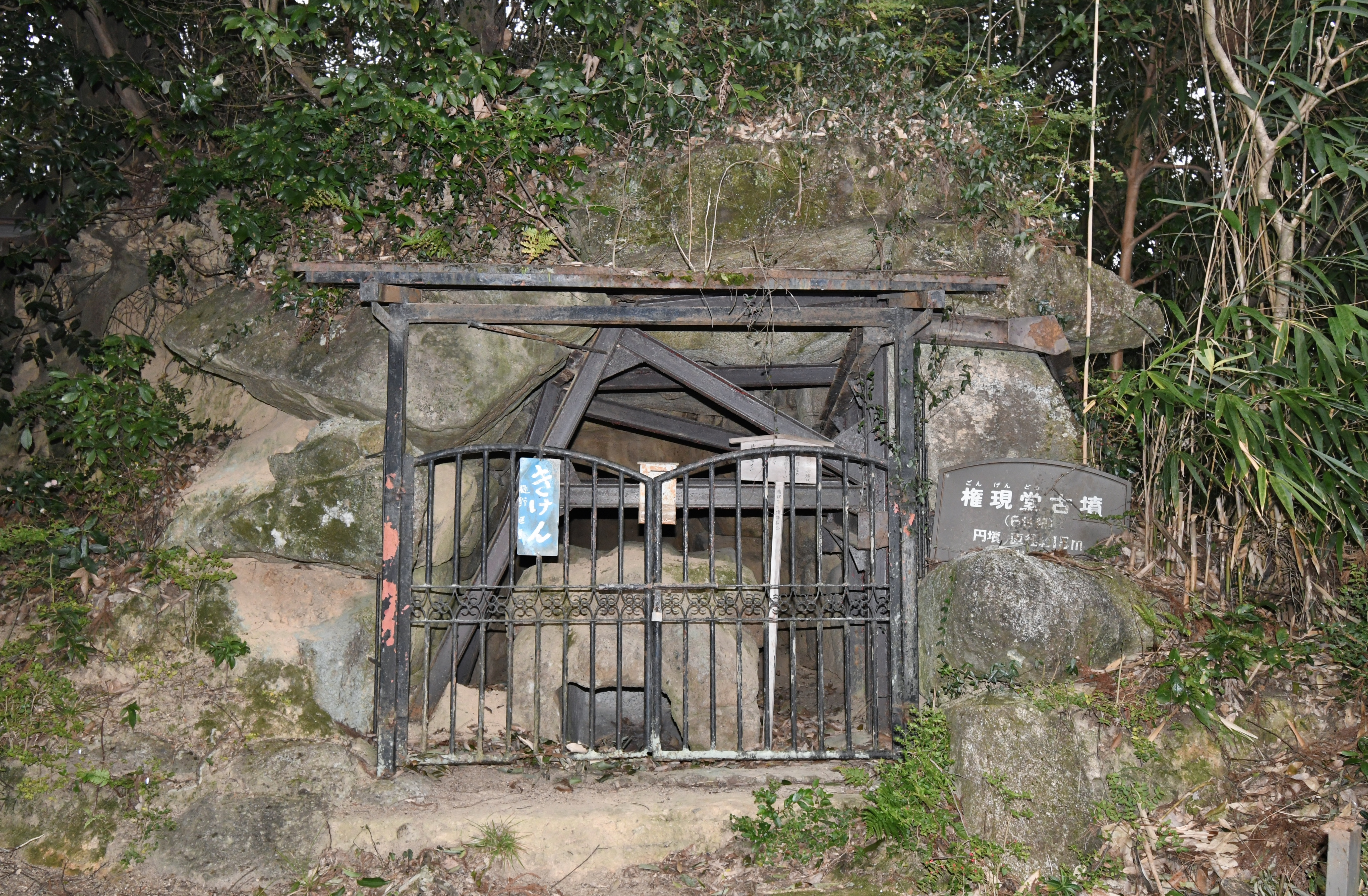
石室開口部（玄室奥壁側）

埋葬施設としては片袖式横穴式石室が構築されており、南南東方向に開口した（現在は北側が開口）。石室の規模は次の通り。
- 玄室：長さ約5.3メートル、幅2.4メートル、高さ2.5メートル以上
- 羨道：長さ3.3メートル以上、幅約1.6メートル

現在では石室の羨道部が埋没し、玄室奥壁が破壊されているため、玄室奥壁側が開口する。玄室内には刳抜式家形石棺2基・箱式石棺1基の計3基が据えられたと見られる。
- 北棺（初葬棺か）
二上山産凝灰岩製の刳抜式家形石棺。奥壁寄りに存在したが大きく破壊されており、残欠が石室外に置かれる[1]。
- 中央棺（追葬棺か）
二上山産凝灰岩製の刳抜式家形石棺。現在も大部分を遺存する。古式の家形石棺で、蓋石の長側辺には縄掛突起2対（計4個）を付し、棺身の南側には石枕を造り出す（南枕：羨道方向）。造付石枕の家形石棺は、他に条池南古墳（巨勢山640号墳）で知られるのみで珍しい例になる[1][3]。
- 南棺
緑泥片岩製箱式石棺。大きく破壊されており、細片が石室内に残存する[1]。

石室内からは、保存工事の際に鉄鏃・挂甲小札・馬具・須恵器が出土している。

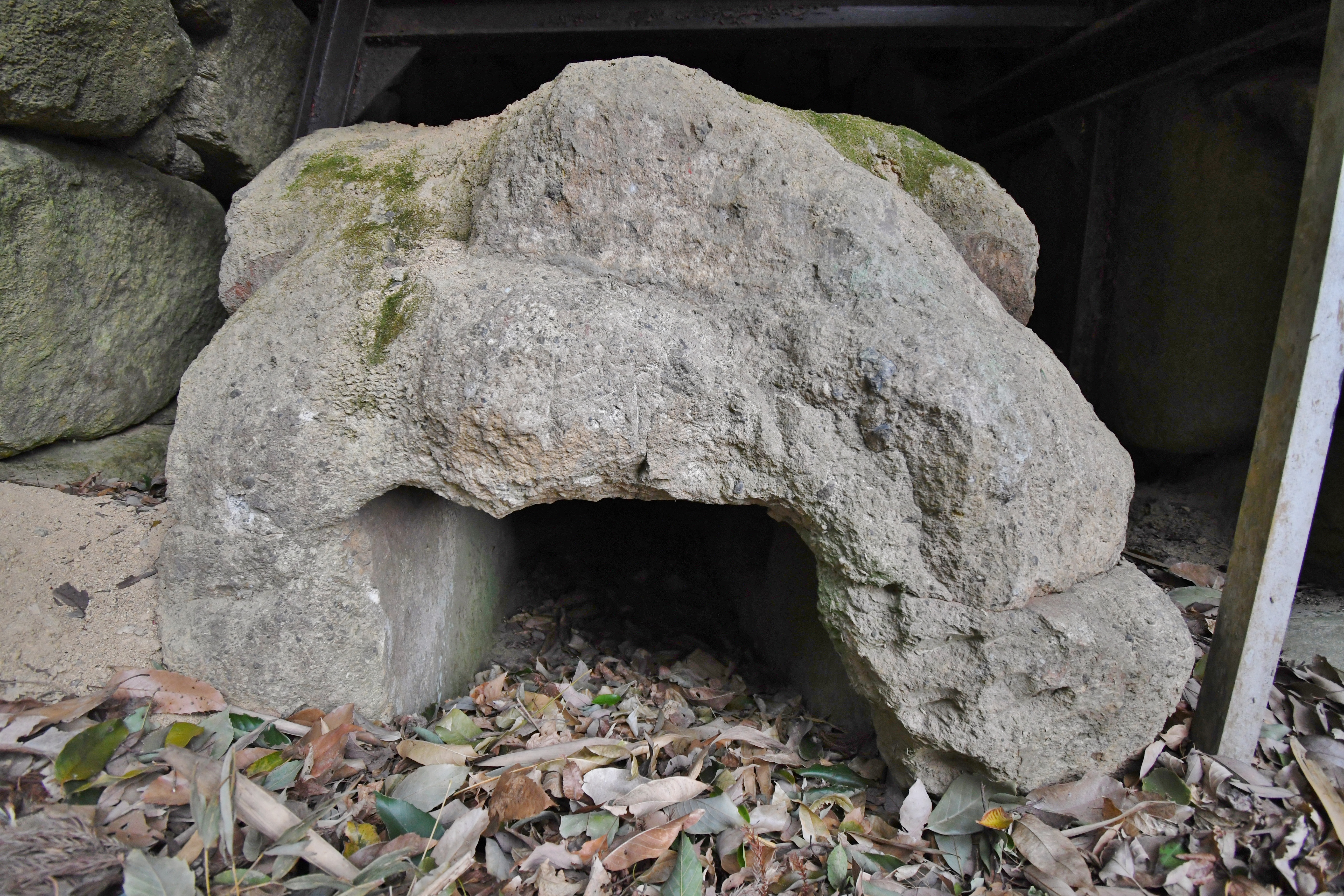
中央棺
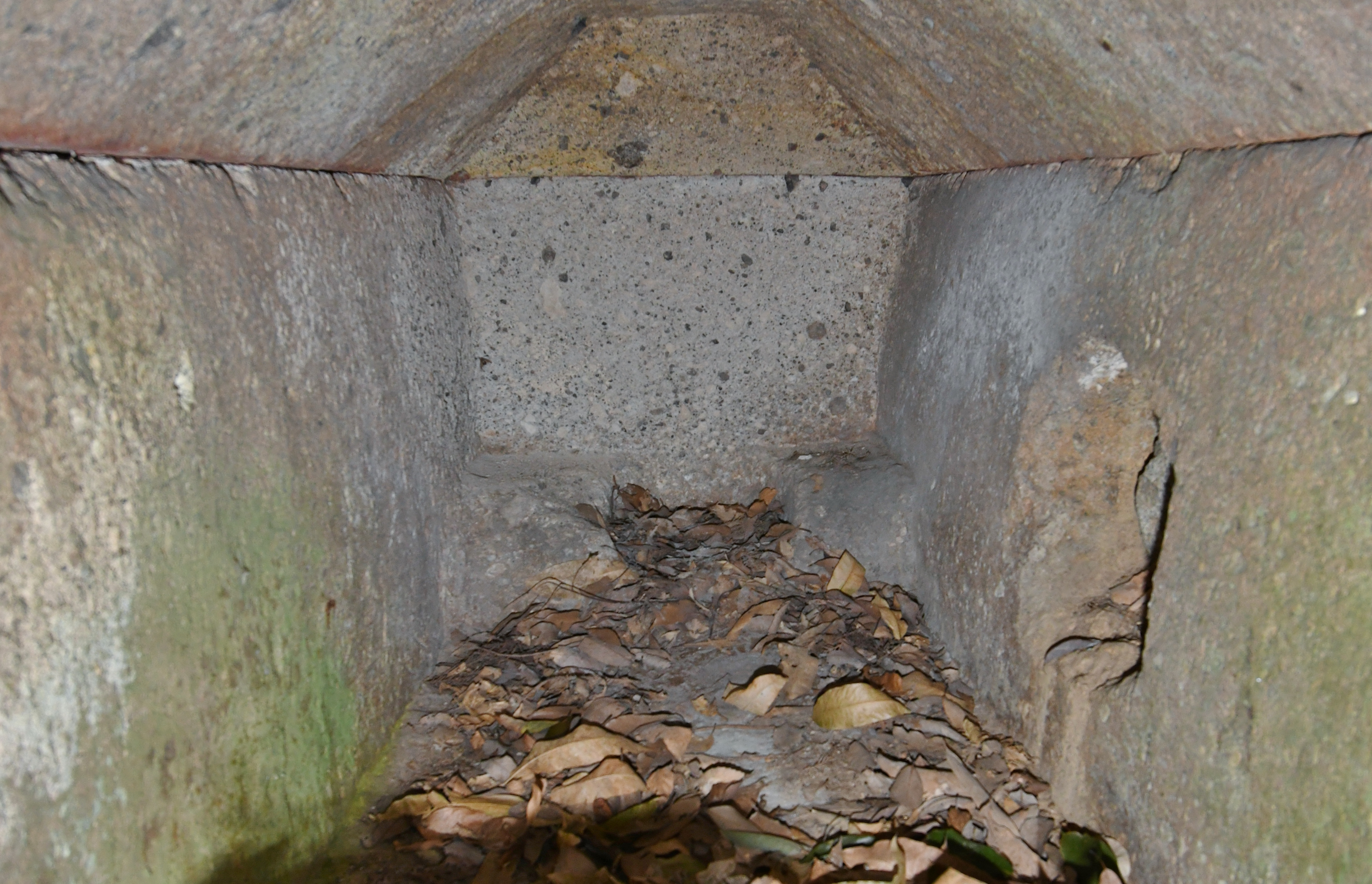
中央棺内部

## 文化財

### 奈良県指定文化財
- 史跡
  - 権現堂古墳 - 1978年（昭和53年）3月28日指定。